# زنجبیل وحشی اروپایی
زنجبیل وحشی اروپایی (نام علمی: Asarum europaeum) نام یک گونه از سرده آساروم است.